# Opernhäuser auf Gozo

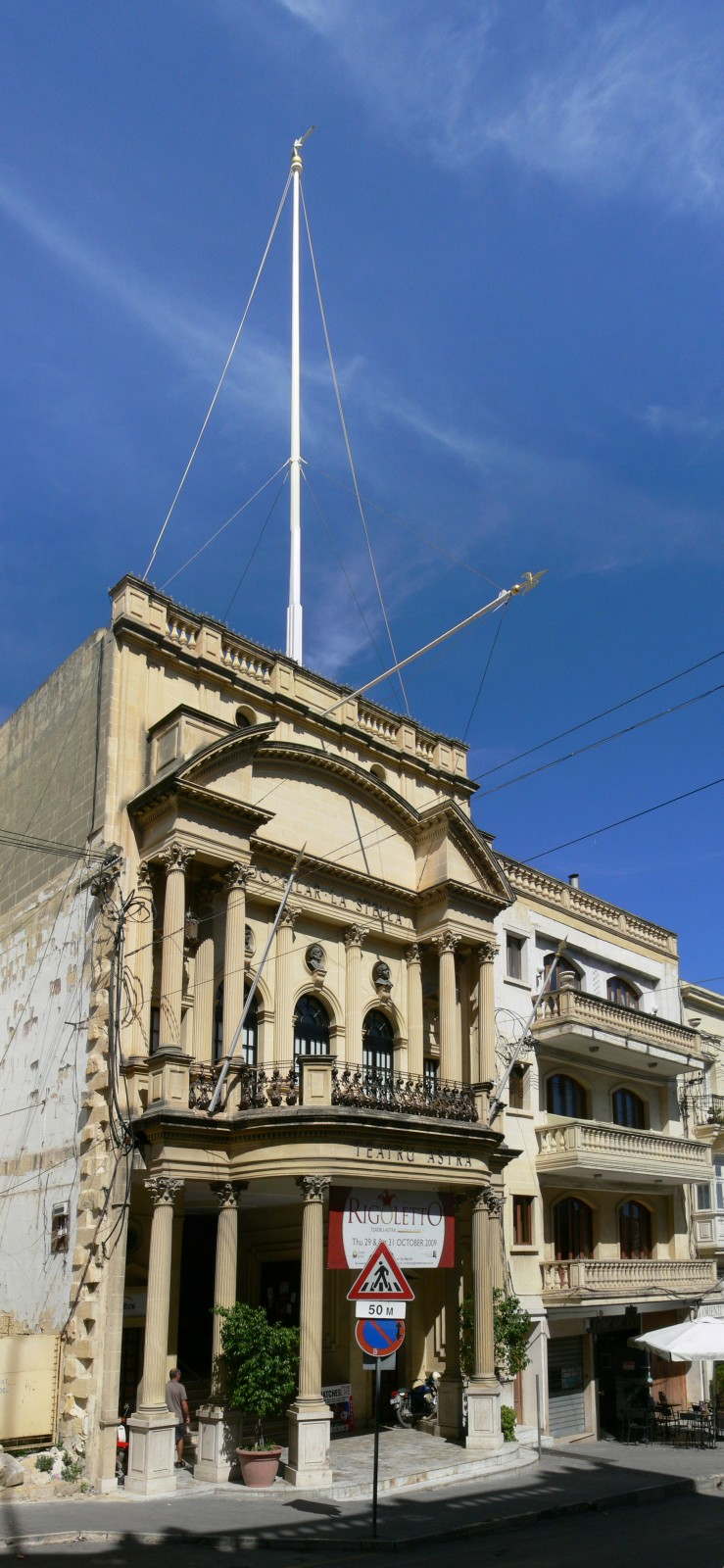
Fassade des Teatru Astra

Auf der maltesischen Insel Gozo existieren zwei Opernhäuser, das Teatru Astra und das Teatru tal-Opra Aurora mit insgesamt 2700 bis 3000 Plätzen, beide in der Hauptstadt Victoria. Mit einer Fläche von 67 km² und einer Einwohnerzahl von etwas über 30.000 (davon gut 6.000 in Victoria) hat Gozo damit die höchste Opernhausdichte der Welt.

## Hintergrund
Schon seit Generationen herrscht in Victoria zwischen den beiden (katholischen) Kirchengemeinden der Kathedrale Mariä Himmelfahrt und der Basilika San Ġorġ eine ausgeprägte Rivalität, vergleichbar etwa mit der zwischen zwei Fußballvereinen andernorts. Beide haben nicht nur ihren eigenen Kirchenchor, sondern auch ihren eigenen Musikverein (die Marienkathedrale die Soċjetà Filarmonika Leone, die Georgsbasilika die Soċjetà Filarmonika La Stella, beide um 1863 gegründet). Sie wetteifern im Laufe des Jahres um den prächtigsten Blumenschmuck am Festtag des jeweiligen Kirchenpatrons oder das längste und lauteste Feuerwerk.
Die meisten Bewohner von Gozo gehören zu einer der beiden Gemeinden. Eine offene Zusammenarbeit mit der „Gegenseite“ wird oft beinahe als Verrat betrachtet; im Jahr 1976 wurde z. B. eine religiöse Prozession von Mitgliedern der anderen Gemeinde sogar mit Flaschen beworfen.

## Die beiden Opernhäuser

### DasTeatru Astra
Das Teatru Astra gehört der Soċjetà Filarmonika La Stella und wurde am 13. Januar 1968 eingeweiht. Das Haus in der Triq ir-Repubblika (Republic Street) (⊙) bietet bis zu 1.200 Zuschauern Platz, was in etwa dem Fassungsvermögen des Theaters an der Wien entspricht (nach anderen Quellen sind es sogar 1.400 Plätze). Das Parkett steigt nach hinten leicht an. An den Seitenwänden des Zuschauerraums befinden sich zwei Ränge mit Logen, an der Rückwand auf Höhe des oberen Ranges ein Balkon mit mehreren Sitzreihen. Vor der Bühne befindet sich ein Orchestergraben. Außerdem verfügt das Astra über diverse Umkleide- und Probenräume.
Der straßenseitigen Fassade des Gebäudes ist ein Portikus vorgelagert.
Am 8. November 2003 wurde das Astra durch einen Brand schwer beschädigt, weshalb die Aufführung von Tosca im darauf folgenden Jahr in ein Hotel auf der Nachbarinsel Malta verlegt werden musste. Anstatt nur die Schäden zu beseitigen, nahm man den Brand zum Anlass für eine umfassende Renovierung, die im September 2006 abgeschlossen wurde.

### DasTeatru tal-Opra Aurora

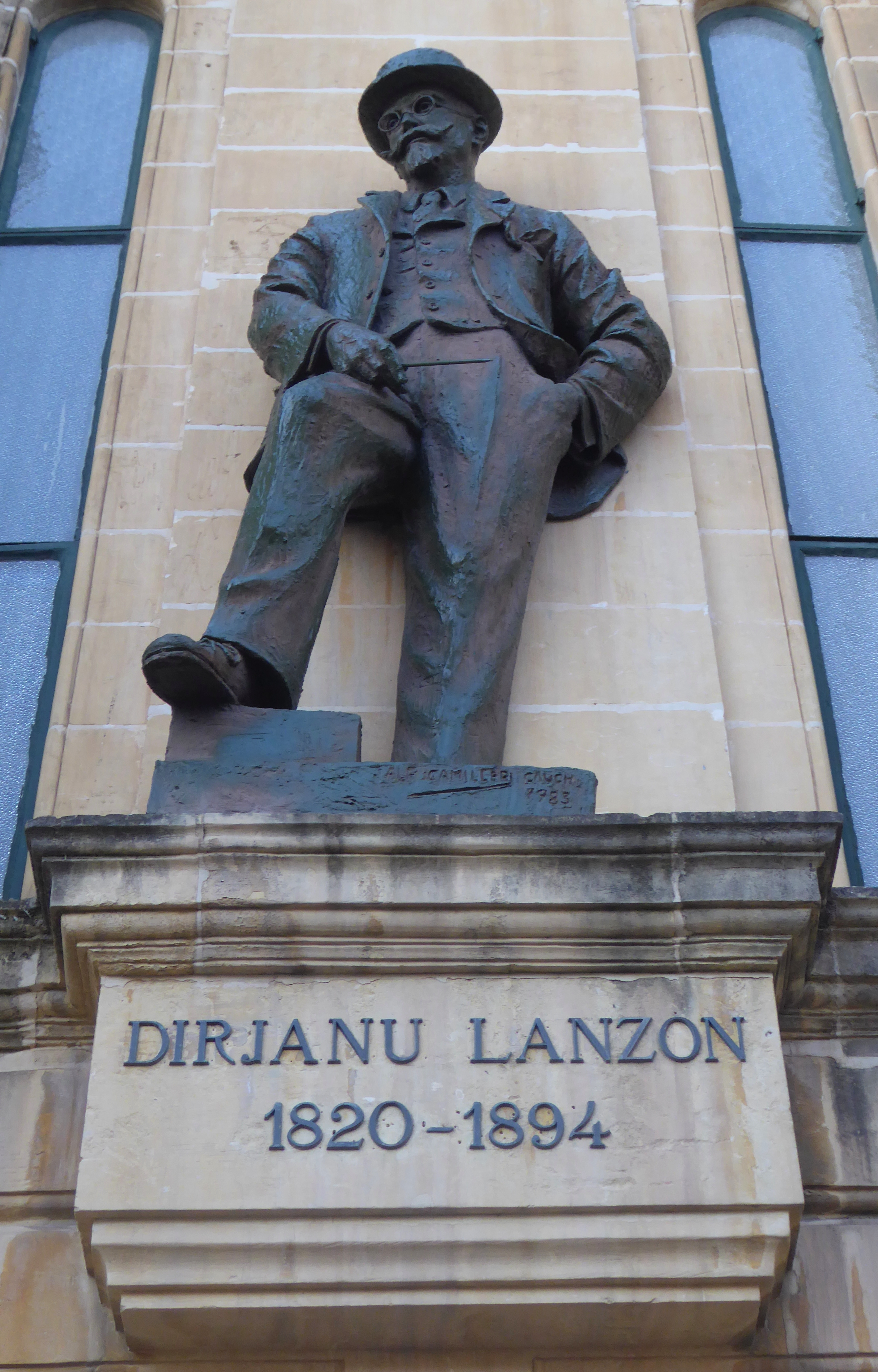
Statue von Dirjanu Lanzon an der Fassade des Teatru tal-Opra Aurora

Das Teatru tal-Opra Aurora, das sich nur etwa zweihundert Meter vom Astra entfernt in der gleichen Straße befindet (⊙), wird von der Soċjetà Filarmonika Leone betrieben. Es wurde 1971–1976 nach Entwürfen von Emvin Cremona auf den Grundrissen einer Villa aus dem frühen neunzehnten Jahrhundert erbaut. Das Theater bietet nach eigenen Angaben bis zu 1.500 Zuschauern Platz (nach anderen Quellen bis zu 1.600). Neben den Sitzplätzen im Parkett verfügt es über drei Ränge mit Logen (davon der unterste nur entlang der Seitenwände) sowie eine Galerie im obersten Rang. Die Farbe der Saalbeleuchtung kann je nach gewünschter Stimmung geändert werden. Über der Bühne, etwas nach links versetzt, ist ein Gemälde der Namensgeberin des Theaters angebracht.
Die Bühne misst in der Grundfläche 12 × 10 Meter bei einer lichten Höhe von 6 Metern (zuzüglich 5 Meter Oberbühne). Der 1,5 Meter tiefe Orchestergraben bietet Platz für 60 Orchestermusiker. Auch das Aurora verfügt über Umkleide- und Probenräume, die teilweise mit Duschen ausgestattet sind.
Des Weiteren verfügt das Aurora seit 1995 im dritten Stock über einen kleineren Saal mit einer Kapazität von 200 Sitz- oder 300 Stehplätzen. Der Saal des 29. April 1956 wird für Tagungen, Liederabende oder als Probenraum verwendet. Sein Name bezieht sich auf das Datum, an dem die Soċjetà Filarmonika Leone der Marienkathedrale eine lebensgroße Statue der Gottesmutter Maria gestiftet hatte. Diese Statue (angefertigt 1897 in Rom) steht normalerweise im nördlichen Seitenschiff der Kathedrale. Einmal jährlich, am 15. August (Mariä Aufnahme in den Himmel), wird sie in einer feierlichen Prozession durch die Straßen von Victoria getragen. Im Foyer des Aurora befindet sich in einer Nische eine Kopie dieser Marienstatue.
Die Fassade des Aurora wird von zwei weiteren Statuen geschmückt, die Gorg Tabone (1841–1916) und Dirjanu Lanzon (1820–1894) darstellen, zwei der Mitbegründer der Soċjetà Filarmonika Leone.
Am 9. Oktober 1976 wurde das Haus mit einem Sinfoniekonzert der Leone-Band eröffnet.

## Eigene Opernproduktionen
Obwohl es sich bei den Ensembles der beiden Philharmonischen Gesellschaften eher um Blaskapellen handelt, sind das Astra und das Aurora vor allem durch ihre Opernproduktionen bekannt, die jährlich im Oktober im Abstand von wenigen Tagen gezeigt werden. Aufgrund der begrenzten Größe des potentiellen Publikums wird jede Produktion nur ein- oder zweimal aufgeführt. Nachdem das Teatru Aurora 1977 mit Madama Butterfly erstmals eine Oper auf die Bühne gebracht hatte (damals noch im Januar), konterte das Teatru Astra 1978 mit Rigoletto. Seitdem wird in jedem der beiden Häuser jährlich eine eigene Operninszenierung produziert, wobei überwiegend italienische Opern auf dem Programm stehen. Dabei werden die meisten Aufgaben, von den Chorsängern über Bühnen- und Kostümbildner bis hin zum Kartenverkauf, von ehrenamtlichen Helfern aus der jeweiligen Gemeinde übernommen. Der Chor ist weitgehend mit dem Kirchenchor des zugehörigen Gotteshauses identisch. Für die meisten größeren solistischen Partien werden allerdings Sänger bzw. Sängerinnen aus dem Ausland engagiert, was jedes Mal den größten Teil der Produktionskosten ausmacht (auch hier wetteifern die beiden Häuser darum, wer die international bekanntesten Sänger verpflichten kann). Zu den Solistinnen, die bereits in Victoria auftraten, zählen beispielsweise Daniela Dessì, Gena Dimitrowa, Éva Marton und Nino Matschaidse.
Gelegentlich dienen aber die Aufführungen in Victoria auch als Karrierestart für maltesische Sänger – so gab etwa der Tenor Joseph Calleja sein Operndebüt 1997 im Alter von 19 Jahren als Macduff in Macbeth auf der Bühne des Teatru Astra.
Das Orchester ist bei diesen Opernaufführungen in beiden Häusern das gleiche, nämlich das Malta Philharmonic Orchestra – allerdings jeweils mit einem eigenen Dirigenten. Im Aurora ist es seit 1991 Colin Attard, während im Astra über vierzig Jahre lang sein Onkel Joseph Vella am Pult stand, der frühere Chefdirigent des Malta Philharmonic Orchestra.
Infolge der gegenseitigen Rivalität gibt es keine Absprache, wer in welchem Jahr welche Oper auf die Bühne bringt. Das führte 1999 dazu, dass in beiden Häusern Aida gezeigt wurde. Der Wettstreit der beiden Theater gipfelte schließlich in der Frage, in wessen Inszenierung die meisten Pferde zu sehen sein würden. Als den Verantwortlichen des Teatru Aurora Gerüchte zu Ohren kamen, ihre Konkurrenten im Astra wollten in ihrer Aida ein lebendes Pferd auf die Bühne bringen, besorgten sie sich heimlich zwei Pferde.
2017 zeigte das Aurora anlässlich des 40-jährigen Jubiläums im Frühjahr eine Neuauflage der seinerzeitigen Premierenoper Madama Butterfly, zusätzlich zu der traditionellen Operninszenierung im Herbst.
| Jahr | Teatru Aurora                    | Teatru Astra        |
| ---- | -------------------------------- | ------------------- |
| 2015 | La Traviata                      | La Bohème           |
| 2016 | Carmen                           | Aida                |
| 2017 | Cavalleria Rusticana & Pagliacci | Lucia di Lammermoor |
| 2018 | Tosca                            | La Traviata         |
| 2019 | La Bohème                        | Il trovatore        |
| 2020 | Aida 1                           | Carmen 1            |
| 2022 | Aida                             | Carmen              |
| 2023 | Madama Butterfly                 | Rigoletto           |
| 2024 | Il trittico                      | Giovanna d’Arco     |
| 2025 | La forza del destino             | Tosca               |

## Sonstige Nutzung
Das Jahr über dienen die beiden Häuser als Vereinsheim und Probenort für die jeweilige Philharmonische Gesellschaft und ihre Blaskapelle.
Neben der Operninszenierung mit dem MPO im Herbst werden in beiden Häusern auch Konzerte und Bühnenwerke anderer Sparten aufgeführt, in erster Linie mit der jeweils hauseigenen Band, aber auch ausländische Produktionen. So traten im Astra u. a. schon Raffaella Carrà, Al Bano & Romina Power, The Platters, Bobby Solo, Osibisa, Amedeo Minghi oder verschiedene Ballettkompanien auf. Speziell das Astra hat außerdem in den letzten Jahren im Frühling auch Musicals gezeigt, beispielsweise Grease (2016), Evita (2017), Jesus Christ Superstar (2018), Joseph and the Amazing Technicolor Dreamcoat (2019) sowie West Side Story (2024).
Das Aurora dient – neben anderen Orten – auch als Spielstätte für das seit 2007 jährlich im Frühling stattfindende, fast einen Monat dauernde Gaulitana Festival of Music. Organisiert und mitgestaltet wird dieses Festival vom Gaulitanus-Chor, der 1990 vom Aurora-Dirigenten Colin Attard gegründet wurde. Es ist der einzige Chor auf Gozo, der nicht offiziell einer Kirchengemeinde oder einem Theater zugeordnet ist. 2018 wurde im Rahmen des Festivals im Aurora beispielsweise die Oper Norma von Vincenzo Bellini aufgeführt. 2019 stand Manon Lescaut von Giacomo Puccini auf dem Programm. Die für 2020 geplante Aufführung von Otello musste wegen der COVID-19-Pandemie abgesagt werden.
Sowohl das Astra als auch das Aurora wurden früher auch als Kino genutzt, was jedoch in Anbetracht der Größe der Häuser unrentabel war. Im Aurora wurden die Projektoren daher ausgebaut und sind heute nur noch Dekoration im Foyer. Im Astra blieb die Möglichkeit einer Filmvorführung auch nach der Renovierung 2004/2005 erhalten.
Im Erdgeschoss beider Häuser befindet sich jeweils eine Bar, wo sich Mitglieder der jeweiligen Kirchengemeinde unter anderem treffen, um gemeinsam Fußballübertragungen zu verfolgen und Billard oder Bingo zu spielen.

## TV-Dokumentation
Der deutsche Regisseur Claus Wischmann produzierte 2016 einen Dokumentarfilm mit dem Titel Gozo – Eine Insel, zwei Opern, der u. a. auf Arte und im NDR gezeigt wurde. Der 53-minütige Film wurde beim Golden Prague Festival 2016 als bester Dokumentarfilm ausgezeichnet.